# Lengmoos (Ritten)

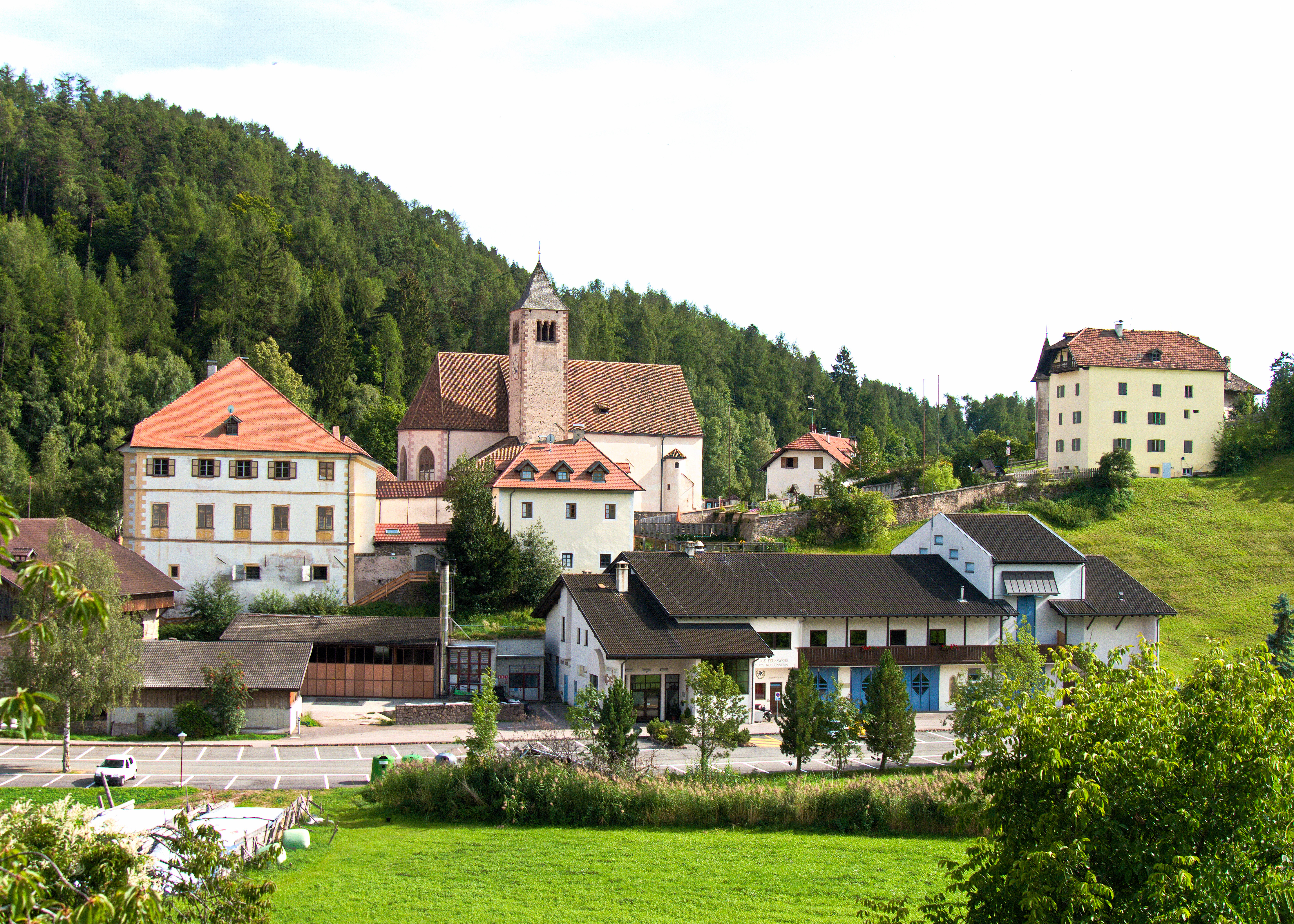
Blick auf Lengmoos

Lengmoos (italienisch Longomoso) ist eine 1150 m hoch gelegene Ortschaft auf dem Ritten in Südtirol. Lengmoos gehört zur Gemeinde Ritten und befindet sich unmittelbar östlich des Gemeindehauptorts Klobenstein. Bekannt ist der Ort insbesondere für die an die Pfarrkirche Maria Himmelfahrt angrenzende Kommende Lengmoos der Deutschordensballei An der Etsch und im Gebirge, heute der wichtigste kulturelle Veranstaltungsort der Gemeinde.
Der Ortsteil Lengmoos ist seit dem 13. Jahrhundert Sitz einer Kommende des Deutschen Ordens, die ursprünglich wichtige Versorgungsfunktionen entlang der einst über den Ritten verlaufenden Brenner-Route – dem sogenannten Kaiserweg – ausübte. So wurde der Ortsname in einer Urkunde aus der Zeit zwischen 1227 und 1237 erstmals als Lengemose erwähnt, das sich auf den Spitalmeister Wernherus de Lengemose bezieht. 1308 wird die Örtlichkeit Lengmoos in einer Urkunde des Heiliggeistspitals Bozen, das hier begütert war, als Lengemos bezeichnet. Es liegen ahd. lanc ‚lang‘ und mos ‚Sumpf‘ zugrunde.
In der Ortschaft gibt es eine Grundschule für die deutsche Sprachgruppe, die auch von den Schülern aus dem benachbarten Klobenstein genutzt wird. In der Kommende Lengmoos finden jeden Sommer die Rittner Sommerspiele und zwischendurch auch Konzerte statt.
Die Rittner Erdpyramiden bei Lengmoos sind ein bekanntes Naturdenkmal.